# Svea Choklad
AB Svea Choklad var ett svenskt livsmedelsföretag. Svea Choklads mest kända produkt är Polly, i dag marknadsförd av Cloetta.
Ursprunget är Engelska Karamellfabriken på Sankt Persgatan i Norrköping som tillverkade engelska karameller och marmelad. Den förvärvades 1887 av trikåfabrikören Thure Billsten (1854–1926) som ändrade företagets namn till Svenska Marmelad AB. År 1914 byttes namnet till Svea Chokladfabrik och kort därefter till AB Svea Choklad. Orsaken var att man upphört med marmeladtillverkningen. En ny fabrik på Tegelängsgatan-Tullhusgatan invigdes 1927. 
År 1950 köptes bolaget av Ica. År 1993 slogs företaget samman med KF-ägda Nordchoklad och bildade Candelia, vilket i sin tur 1998 köptes upp av Cloetta. År 2005 lade Cloetta Fazer ner fabriken i Norrköping och flyttade produktionen till Ljungsbro.